# Yves Le Coat de Saint-Haouen

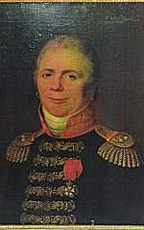
Yves-Marie Gabriel Pierre Le Coat de Saint Haouen

Yves-Marie Gabriel Pierre Le Coat, Baron de Saint-Haouen (* 2. Oktober 1756 in Brest, Frankreich; † 5. September 1826 bei Calais, Frankreich) war ein französischer Marineoffizier. Er beendete seine Karriere im Rang eines Konteradmirals und entwickelte ein optisches Telegraphensystem für den Einsatz auf Land und See.

## Biografie

### Familie und Herkunft

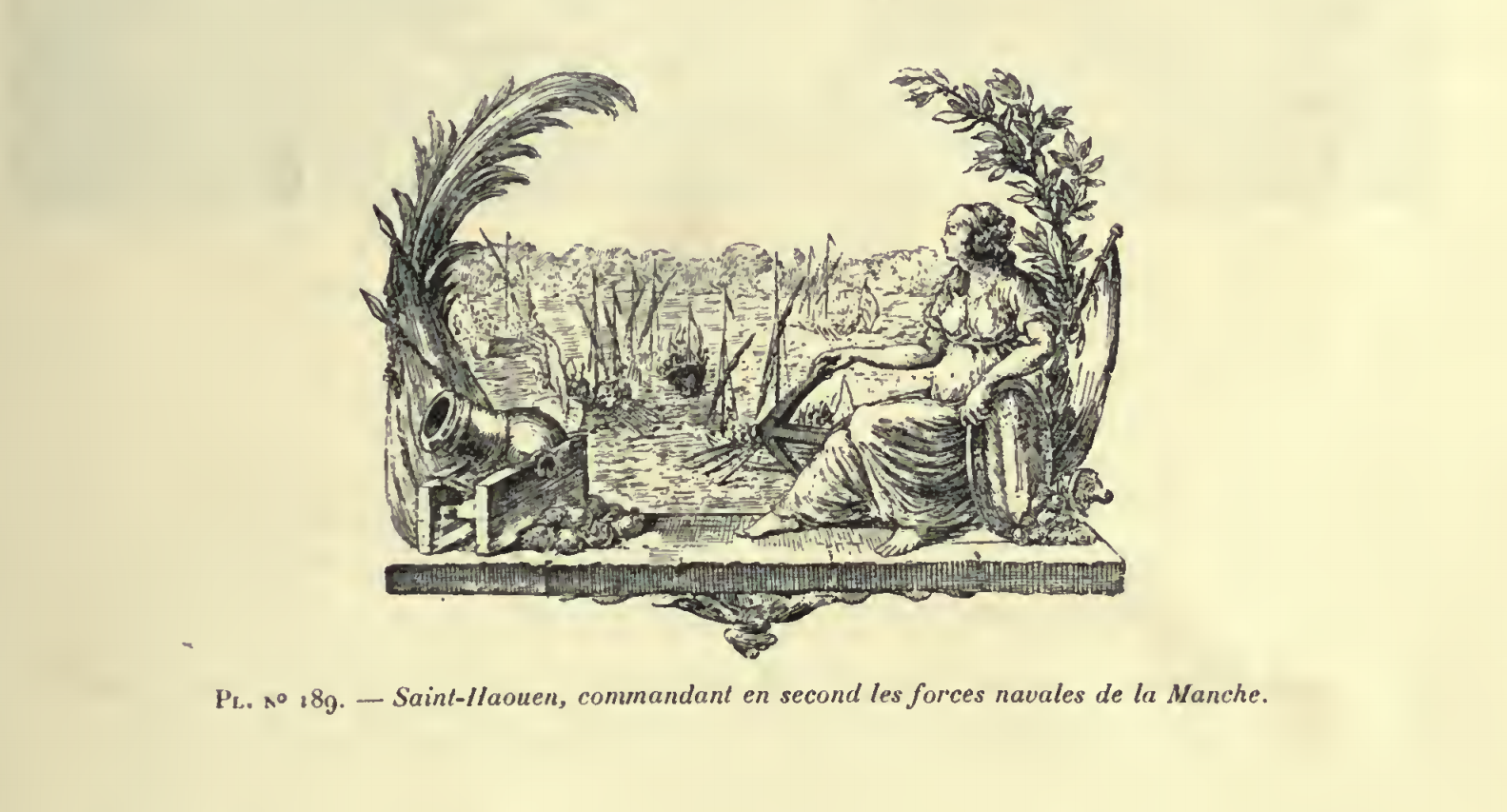
Von Saint-Haouen in seinen Briefen verwendete Vignette, inspiriert von der des französischen Botschafters in Trézibonne.

Die Familie Le Coats stammte aus der Gemeinde Saint-Renan, wo sie etwa seit dem 15. Jahrhundert ansässig war. Le Coats Vorfahren standen als Juristen in königlichen Diensten. Le Coats Vorfahr, Jean Le Coat war königlicher Notar und heiratete 1710 Jeanne le Run de Saint-Haouen. Ihr Sohn Yves, Notar und Staatsanwalt in Brest im Jahr 1726, war der erste, der seinem Namen den adeligen Zusatz Saint-Haouen aus dem Erbe seiner Mutter hinzufügte. Aus seiner Ehe mit Jeanne le Milbeo de Kerloguer, Nachfahrin von Milbeo de Rubihan, ging Jacques-Yves Le Coat de Saint-Haouen, Vater von Yves Le Coat de Saint-Haouen, hervor. Dieser heiratete am 15. Juli 1807 Louise-Félicité Chaspoul (1781–1842) in Paris. Das Paar hatte fünf Kinder. Da die Söhne ohne weitere Nachkommen blieben, ging der Adelstitel in der Folge an Saint-Haouens jüngeren Bruder Antoine über.

### Offizier in der königlichen Marine

#### Dienst auf der Belle Poule (1770–1779)
Nach dem Besuch des Gymnasiums in Quimper meldete sich Saint-Haouen am 18. Juni 1770 im Alter von 14 Jahren als Freiwilliger bei der französischen Marine. Er wurde dem Schiff La Belle Poule zugeteilt, auf dem er als Kadett, Aspirant und Fähnrich seine Ausbildungsjahre verbrachte.
Mit dem Schiff, auf dem zeitgleich ebenfalls La Pérouse diente, unternahm Saint-Haouen bis 1772 zunächst zwei Reisen nach Westindien und nach La Réunion, wobei bei letzterer Reise auch Charles-Henri-Louis d'Arsac de Ternay, designierter Gouverneur von Reunion, zur Besatzung zählte. Als hiernach Jacques de Grenier am 22. August in Port Louis, Ile-de-France das Schiff übernommen hatte, führte dieser es auf insgesamt drei weiteren hydrographischen Expeditionen im Indischen Ozean, an denen Saint-Haouen teilnahm.
Am 30. November 1776 kehrten Grenier, La Pérouse und Saint-Haouen nach Frankreich zurück. In der Folge diente er unter verschiedenen Kapitänen weiterhin auf der Belle Poule und nahm auch an dem Gefecht am 17. Juni 1778 gegen die britische Arethusa teil, mit dem die Feindseligkeiten zwischen Großbritannien und Frankreich anlässlich des Amerikanischen Unabhängigkeitskriegs noch vor der offiziellen Kriegserklärung eröffnet wurden.
Nach der Reparatur des Schiffes später im Sommer 1778 verließ Saint-Haouen die Belle Poule und wechselte im September auf die Le Vengeur für weitere Einsätze gegen die Royal Navy.

#### Der Krieg in Westindien (1778–1781)
Die Vengeur war eines von fünf Linienschiffen, die unter dem Kommando von Toussaint-Guillaume Picquet de la Motte zum Geschwader von Charles Henri d’Estaing nach Westindien geschickt wurden. Der Verband verließ Brest am 25. November 1778 und kam im April 1779 in Fort Royal an. Mit dem Schiff nahm Saint-Haouen am 6. Juli 1779 an der Schlacht von Grenada, in der d'Estaing den britischen Admiral John Byron besiegte, teil. Anschließend wurde er im August zur Unterstützung der Belagerer von Savannah entsandt. Nachdem die Belagerung gescheitert war, kehrte das Schiff beschädigt nach Martinique zurück und nahm am 18. Dezember 1779 an der dortigen Schlacht um Martinique teil.
Als La Motte Picquet von der Bucht von Fort Royal aus einen französischen Konvoi sah, der von britischen Schiffen attackiert wurde, fuhr er mit seinem Schiff allein los um einzugreifen. Zwei Stunden kämpfte er allein, bis die Vengeur und ein weiteres Schiff hinzukamen, die in der Zwischenzeit die Mannschaften, die an Land Freigang hatten, zusammengetrommelt hatten. In dem anschließenden Gefecht, dass unter den Augen der Einwohner von Fort Royal am Ufer stattfand, konnte die Hälfte des Konvois gerettet werden.
Im Januar 1780 kreuzte die Vengeur weiterhin in den Westindischen Inseln, um feindliche Schiffe zu kapern. Am 20. März folgte ein erneutes Gefecht gegen britische Schiffe unter Cornwallis vor Cap Français.
Es folgten dann Gefechte unter Luc Urbain du Bouëxic de Guichen und zwar erneut vor Martinique am 17. April, am 15. Mai und am 20. Mai. In der Folge brach auf dem Schiff eine Epidemie aus und die Vengeur kehrte bis zum 3. Januar 1781 nach Brest zurück.

#### Mit Suffren im Indischen Ozean (1781–1784)
Weiterhin auf der Vengeur und im Dienstgrad Fähnrich nahm Saint-Haouen dann mit einem Geschwader aus vier weiteren Schiffen unter dem Kommando von Pierre André de Suffren an Einsätzen im Indischen Ozean gegen die Royal Navy teil, wobei es bereits auf der Hinreise ein Gefecht am 16. April bei den Kapverdischen Inseln gab. Im Juni machte das Geschwader für Reparaturen in Kapstadt Station, wobei es gleichzeitig die Stadt durch seine Anwesenheit vor einem britischen Geschwader schützte, das die Stadt erobern wollte, aber beim Anblick der französischen Flotte weitersegelte. Saint-Haouen, der ab 1780 auch als Ingenieur und Schiffskonstrukteur ausgebildet wurde, war in Kapstadt an der Reparatur der schwer beschädigten Annibal beteiligt.
Am 26. August brach das französische Geschwader wieder auf und kam am 25. Oktober in Port Louis an. In den folgenden Monaten nahm Saint-Haouen an den Einsätzen des Geschwaders vor der indischen Küste und an verschiedenen Gefechten gegen die Royal Navy teil, so am 17. Februar 1782 vor Sadras (Madras), als Suffren versuchte, die englische Nachhut einzukreisen. Forbin, der Kapitän der Vengeur, weigerte sich jedoch, ihm zu folgen, und gab den britischen Schiffen so die Möglichkeit zur Flucht.
Weitere Gefechte ereigneten sich vor Provedien am 12. April 1782, vor Nagapattinam am 6. Juli 1782, vor Trincomalee vom 25. August bis zum 3. September 1782 und nach einem Aufenthalt in Aceh von November bis Dezember 1782 und dem Wechsel Saint-Haouens auf die La Consolante, vor Cuddalore (Gondelour) am 20. Juni 1783.
Nach dem Friedensschluss ließ Suffren ab dem 6. Oktober das Geschwader nach Frankreich zurückkehren. Saint-Haouen erreichte Brest im April 1784.

#### Aufenthalt in Paris und Rekonvaleszenz (1784–1790)
In der Friedenszeit verbrachte Saint-Haouen zwei Jahre als Ingenieursstudent im Hafen von Brest zur weiteren Ausbildung und sollte dann seine Ausbildung in Paris fortsetzen, scheiterte aber 1786 zweimal an der Abschlussprüfung der Grande École de Construction de Paris. 1788 kehrte er als Unterleutnant nach Brest zurück, wo er im Büro des Hafenmeisters arbeitete.

### Die Kriege der Revolution und des Kaiserreichs

#### Krieg auf den Antillen
An Bord der Éole schiffte er sich Ende 1790 nach Martinique und dann nach Saint-Domingue ein, wo er als Leutnant zur See am 1. Juli 1792 vom 17. Juli bis Dezember an Bord der La Gracieuse Konvoidienst leistete. Er erlitt mehrere Verwundungen und wurde schließlich am 30. Januar 1793 an Bord des Handelsschiffs La Parfaite Régénération nach Frankreich zurückgebracht, nachdem er Wasser aus einem Fluss getrunken hatte, das von den Meuterern vergiftet worden war.

#### Inhaftierung
In der folgenden Zeit wurde Saint-Haouen mehrfach aufgrund seines Namens und seiner Verbindungen zu royalistischen Offizieren, wie etwa Villaret de Joyeuse, inhaftiert, kam letztlich aber durch Fürsprache der Abgeordneten des Finistère im Konvent am 3. März 1795 wieder frei, wurde zum Kapitän zur See befördert und erhielt auch seine Bezüge der Dauer der Inhaftierung zurück. In der Folge diente er als Kommandant von Nantes und Paimboeuf, wo er sich während des Aufstands der Vendée im April 1795 um die Überwachung und Verteidigung der Loire und die Versorgung der Belle-Île kümmerte.

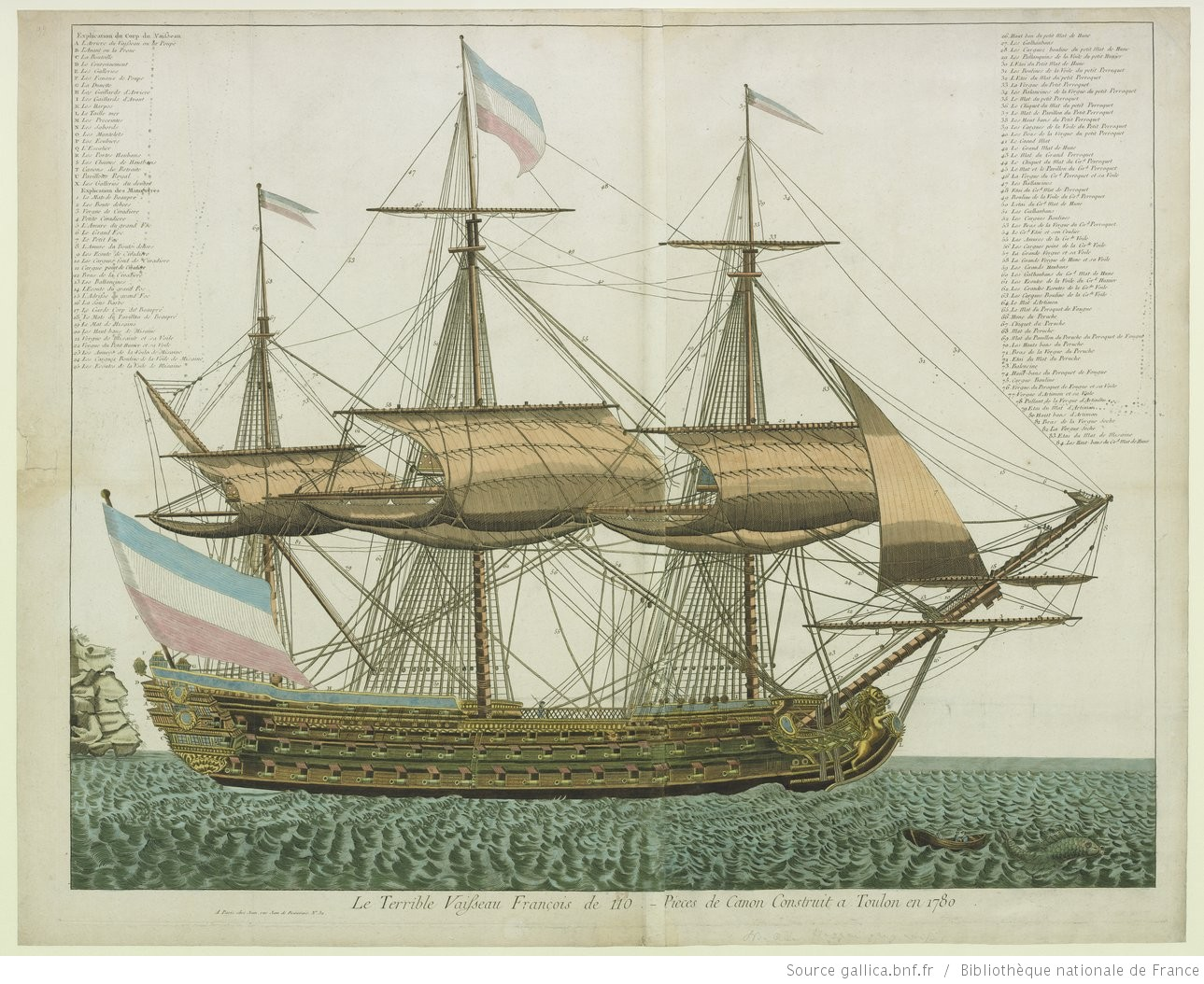
Die Terrible, Schiff unter dem Kommando von Saint-Haouen während der Bruix-Kreuzfahrt

#### Stabschef von Latouche-Tréville und de Bruix
Am 22. September 1796 wurde Saint-Haouen zum Chef d’escadre des armées navales ernannt. Sein Rang wurde nach der allgemeinen Abschaffung dieser Dienstgradbezeichnung zum capitaine de vaisseau de première classe (deutsch: Kapitän zur See erster Klasse) umgewandelt, was dem englischen Rang des Commodore entsprach. Im selben Jahr war er auf der Belle-Île gegen die dortige britische Blockade eingesetzt.
1799 war er als Kommandant der Guerriere vor Ancona tätig. 1800 diente er als Stabschef von Admiral Latouche-Tréville, zunächst in Toulon, dann in Boulogne-sur-Mer. Vom 25. April bis zum 13. August 1799 nahm er an der Operation von Bruix als Kommandant der Terrible im Mittelmeer teil. Bei dieser Gelegenheit wurde er beauftragt, das von den Briten belagerte Korfu zu entsetzen, brach die Operation jedoch ab, nachdem er von der Kapitulation der Insel erfahren hatte.
In dieser Zeit verfasste er mehrere Schriften, in denen er die Stationierung von Fregatten zum Schutz der Küste südlich von Brest forderte. Weiterhin ließ er sich die Memoiren des italienischen Freibeuters Giuseppe Bavastro diktieren. Diese wurden später von Henri Lauvergne in seiner Biografie von 1853 „Bavastro, ou un corsaire sous l'Empire“ („Bavastro oder ein Freibeuter unter dem Kaiserreich“) veröffentlicht.
1801 wurde er zum Stabschef von Bruix ernannt, der die erste Kanalflotte befehligte. In dieser Zeit entwickelte Saint-Haouen zusammen mit seinem Vorgesetzten, Latouche-Tréville, ein System, um die französische Flotte vor Überraschungen zu schützen, indem er kleinere Schiffe bis zu den britischen Linien aufreihte, die im Falle eines Angriffs Lichtsignale zur Alarmierung austauschen konnten.
Als Napoleon ab Mai 1803 seine Truppen und starke Marinekräfte für seine anvisierte Landung in England im sog. Camp de Boulogne versammelte, war auch Saint-Haouen zugegen und begleitete den Ersten Konsul am 1. Juli bei dessen Besuch in Calais. Am 8. Juli 1803 wurde er zum Militärchef des Lagers Boulogne ernannt. In der Folge übernahm Saint-Haouen auch das Kommando über die Reede und den Hafen von Calais zum Schutz dieser Flotte und konnte unter diesem Kommando britische Angriffe, so etwa zwischen dem 27. bis 29. September am Cap Gris-Nez, wirksam abwehren, was ihm das Wohlwollen Napoleons einbrachte.
Am 1. Oktober 1804 versuchten britische Einheiten erneut, die Flottille von Boulogne in Brand zu setzen. Saint-Haouen gelang es, den Angriff aufzuhalten, wurde verwundet und später beauftragt, die Flotte mit der Errichtung einer Sperrkette noch effektiver zu schützen.
1806 verfasste er eine Denkschrift zur Errichtung eines großen Kriegshafens, eines Handelshafens und einer Reede zwischen Calais und Sangatte.
Am 20. September 1811 führte er das Boot, in dem Napoleon in Begleitung von Louis-Alexandre Berthier und dem Marineminister Denis Decrès die Flottille und die Häfen von Wimereux und Ambleteuse besichtigte, während die Flotte das britische Geschwader mit einer Kanonade auf Distanz hielt. Seinem Freund Caulaincourt berichtete er später, dass er während der Fahrt auf See ziemlich beunruhigt gewesen sei, während Napoleon von dem Schusswechsel amüsiert schien.
Am 5. Februar und 14. Juni 1804 wurde Saint-Haouen zunächst zum Ritter und später zum Offizier der Ehrenlegion ernannt. Am 11. April 1811 erhielt er die Ernennung zum Seepräfekten des ersten Bezirks in Boulogne. Diese Dienststelle behielt er bis zum 12. Juni 1814, um danach in gleicher Position in Dünkirchen tätig zu sein.

## Dienst in der französischen Restauration

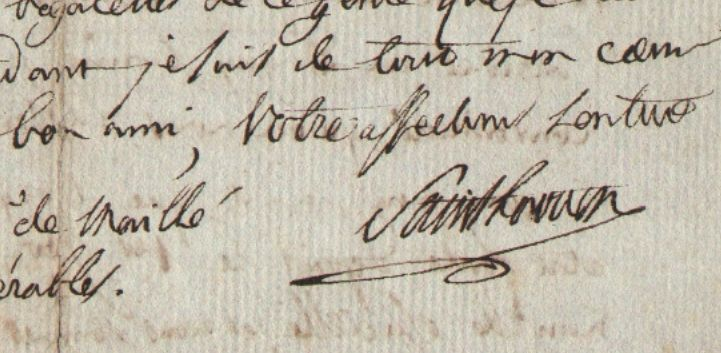
Signature d'Yves le coat de Saint-Haouen en 1792.

Nach dem Sturz Napoleons 1814 überbrachten Saint-Haouen und der Marineminister der provisorischen Regierung, Pierre-Victor Malouet, Ludwig XVIII. in Hartwell die Huldigungen der französischen Marine. Der König ernannte ihn am 18. Mai 1814 zum Baron, am 8. Juli 1816 zum Ritter des Ordre royal et militaire de Saint-Louis und zum Konteradmiral. Insbesondere ließ sich der Herrscher von Saint-Haouen über den Zustand des Hafens von Brest informieren, wobei er von Maria Theresia von Frankreich und dem Prinzen von Condé begleitet wurde. Saint-Haouen begleitete den König hiernach nach Paris und erwirkte in der Folge die staatliche Genehmigung zur Erprobung des von ihm erfundenen Telegrafen sowie die Aufnahme seines Sohnes als Offizier in die königliche Garde.
Während der Herrschaft der Hundert Tage wurde er seines Amtes enthoben und zog sich auf das Land zurück. Während der zweiten Restauration wurde Saint-Haouen am 21. Juni 1815 zum Kommandeur des Hafens von Brest ernannt und leitete die erste Untersuchungskommission zum Untergang der Medusa, indem er die Aussagen der überlebenden Seeleute sammelte. Der Öffentlichkeit präsentierte er sich als offen royalistisch und spendete unter anderem am 26. April 1816 der Stadt Brest eine Büste von Ludwig XVIII.
Am 1. November 1817 wurde er im Zuge der allgemeinen Verkleinerung der Marinekader in den Ruhestand versetzt.

## Arbeiten am Telegrafen und an Leuchttürmen

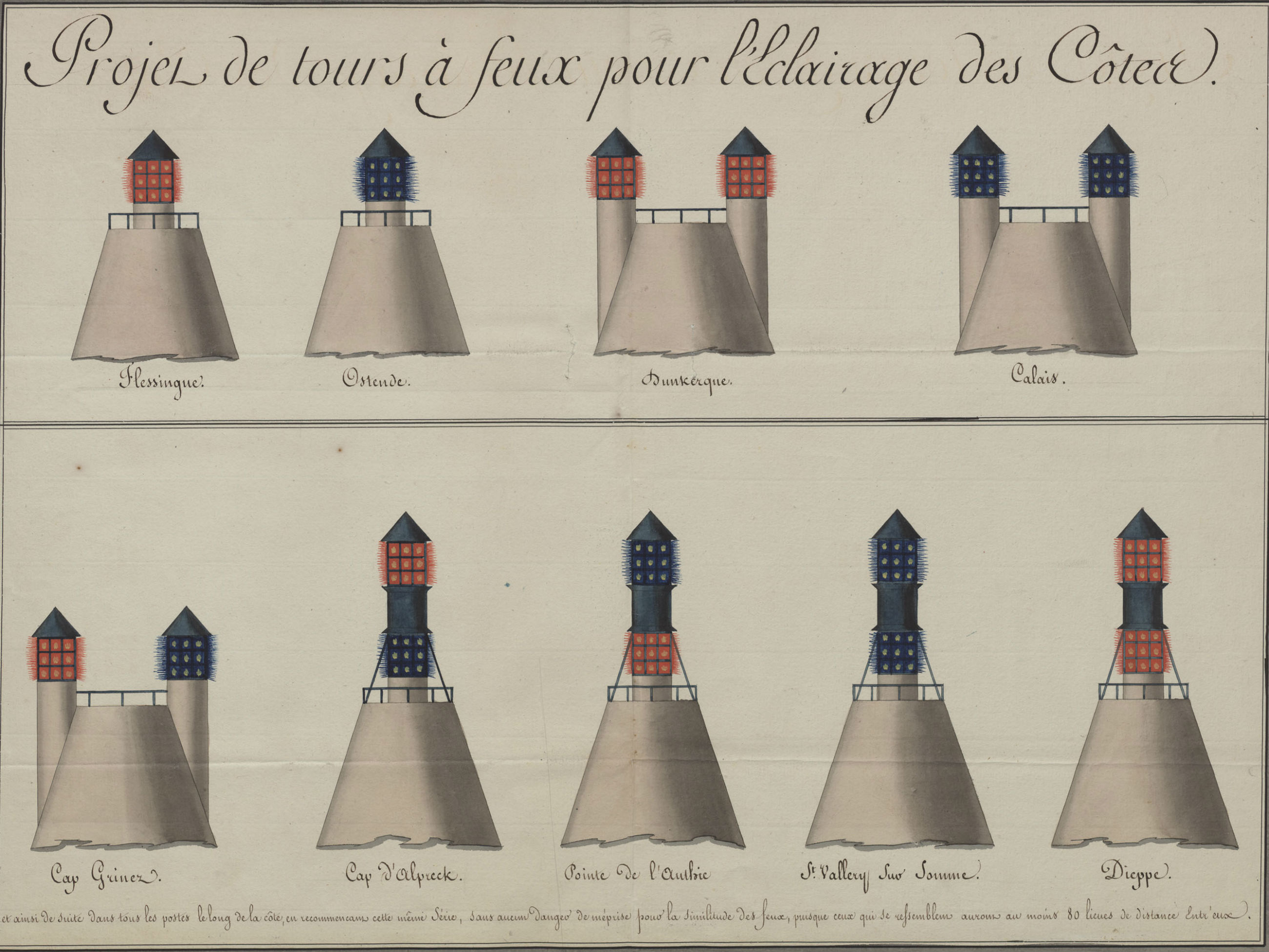
Tafel mit der Beschreibung des 1811 erdachten Systems farbiger Leuchttürme, die die Küsten beleuchten sollten.

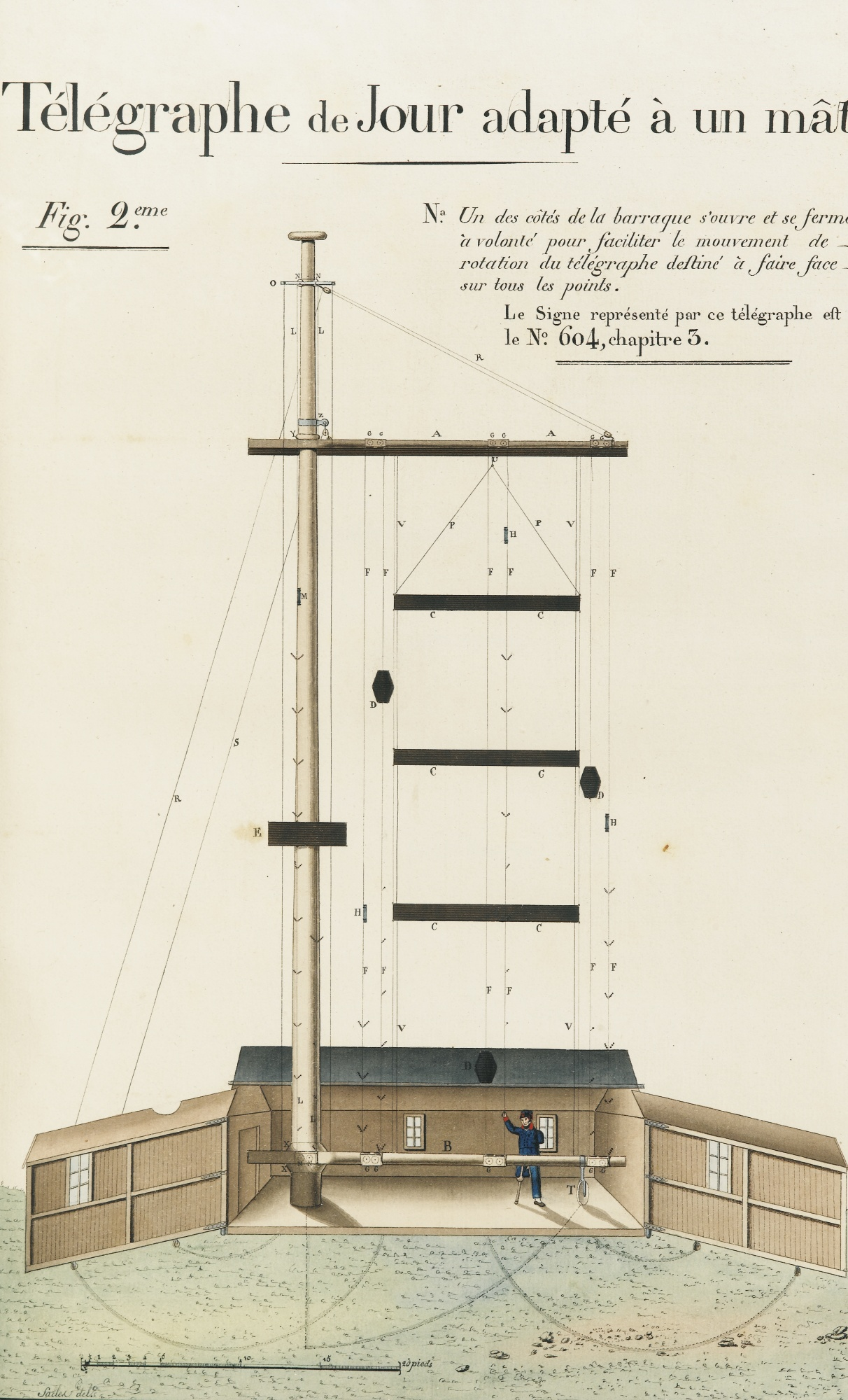
Planche mit der Beschreibung des Telegrafen Saint-Haouen.

Sein Telegrafensystem, der sog. Saint-Haouen-Telegraf, wurde auf Anordnung des Marineministers von Mai bis Juni 1820 erprobt. Durch ein Dekret des Ministerrats wurde der Bau einer Linie zwischen Paris und Bordeaux beschlossen. Die Arbeiten begannen, wurden aber durch eine von Claude Chappe initiierte Verleumdungskampagne unterbrochen. Das System wurde aber von Louis de France (1775–1844), dem Herzog von Angoulême, während seines Spanienfeldzugs 1823 und von Admiral Duperré während der Invasion Algeriens 1830 genutzt. Nach seinem Misserfolg mit den Militärbehörden in Frankreich beschloss Saint-Haouen, seine Erfindung in den freien Handel zu bringen, geriet aber bald in Geldnot und ging deswegen sogar auch kurz in Haft. 1826 wurde Saint-Haouen von der britischen Admiralität nach England berufen, um seinen Telegrafen dort vorzustellen. Zeitgleich beabsichtigte er wiederum, seine Erfindung auch privaten Firmen anzubieten. Letztlich verhinderte sein Tod 1826 die weiteren Bemühungen, seine Erfindung bekannt zu machen. Ironischerweise wurde der Telegraf seines Konkurrenten nach einem erbitterten Rechtsstreit auf dem Dach seiner eigenen Residenz in Brest, dem Hotel Halligon an der Place des Portes 1, installiert.
Bereits 1811 hatte Saint-Haouen vorgeschlagen, das Signalsystem der Leuchttürme an den Küsten zu vereinheitlichen und farbige Gläser zu verwenden, um die gesamte französische Küste für Seeleute lesbar zu machen. Aufgrund der hohen Anzahl an Schiffsunglücken und verlorenen Menschenleben schlug er vor, die Küsten mit Leuchttürmen mit blauem und rotem Licht zu beleuchten. Jeder Turm, der eine einzigartige Komposition aus zwei Lichtern darstellt, rot links und blau rechts am Cap Gris-Nez zum Beispiel, würde den Schiffen helfen, einen bestimmten Punkt der Küste zu markieren. Aus seiner Arbeit ging direkt die Leuchtturmkommission (französisch: La commission des phares) hervor, die mit der Prüfung seines Projekts beauftragt wurde.

## Auftritte in der Literatur
Saint-Haouen taucht in Anthony Forrests Captain Justice auf, wo er den Helden nach seiner Ankunft in Frankreich als Hafenmeister von Boulogne befragt.
Weiterhin hat er auch in der Kurzgeschichte A Sea Story von Lieutenant C. R. Low einen Auftritt, in der er den Kapitän des Schiffes spielt, das General Moreau nach England bringt.